# Station Ben Rhydding
Ben Rhydding is een spoorwegstation in Engeland. Het station is gelegen in de plaats Ben Rhydding, een dorpje in de civil parish Ilkley, West Yorkshire. Het station is gelegen aan de Wharfedale Line.

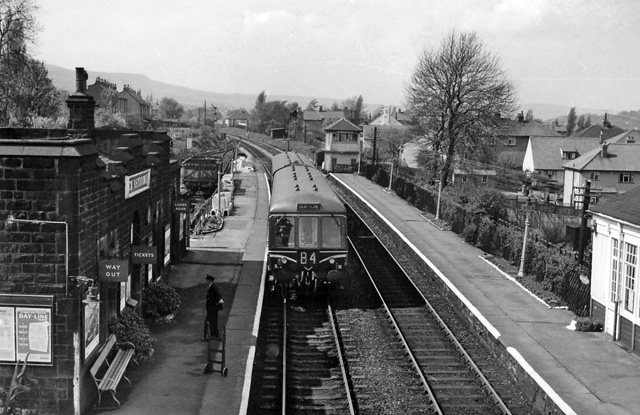
Station Ben Rhydding in 1961